# Thézey-Saint-Martin
Thézey-Saint-Martin è un comune francese di 200 abitanti situato nel dipartimento della Meurthe e Mosella nella regione del Grand Est.

## Società

### Evoluzione demografica
Abitanti censiti